# سینتیا نابوزنی
سینتیا سین نابوزنی (زاده ۱۳ مه ۱۹۹۳) خواننده و ترانه‌سرای آمریکایی است.
سین در ۱۳ می ۱۹۹۳ در میشیگان به دنیا آمد. او طلاق والدینش را که در دوران کودکی او رخ داد، به عنوان «محرک بزرگ عشق او به موسیقی» توصیف کرده است. پس از ناکامی در ورود به برنامه موسیقی دانشگاه دوپال، او از دانشگاه در سیستم‌های اطلاعات مدیریت فارغ‌التحصیل شد.
او در سال ۲۰۲۰ با فیلمساز کایل نیومن رابطه برقرار کرد. آنها یک پسر متولد فوریه ۲۰۲۱ و یک دختر متولد ۲۰۲۳ دارند.

## آهنگ‌شناسی

### نمایشنامه‌های تمدید شده
| عنوان                   | جزئیات                                                                           |       |
| ----------------------- | -------------------------------------------------------------------------------- | ----- |
| نوسان خلقی              | - منتشر شده: ۲۰ سپتامبر ۲۰۱۹ - برچسب: آنساب رکوردز - فرمت: دانلود دیجیتال، وینیل | [ ۵ ] |
| نوسانات خلقی (حتی بدتر) | - منتشر شده: ۱۸ سپتامبر ۲۰۲۰ - برچسب: آنساب رکوردز - فرمت: دانلود دیجیتال        | [ ۶ ] |

### تک آهنگ‌ها
| عنوان                     | سال  | آلبوم                                        |               |
| ------------------------- | ---- | -------------------------------------------- | ------------- |
| "با یکدیگر"               | ۲۰۱۷ | [ ۷ ]                                        |               |
| "تنها با تو"              | ۲۰۱۷ | [ ۸ ]                                        |               |
| "بسیار خوب"               | ۲۰۱۸ | [ ۹ ]                                        |               |
| "مؤمن"                    | ۲۰۱۸ | [ ۱۰ ]                                       |               |
| "هنوز من را خواهم داشت"   | ۲۰۱۸ | نوسان خلقی                                   | [ ۱۱ ]        |
| "غلتک مقدس"               | ۲۰۱۹ | نوسان خلقی                                   | [ ۱۲ ]        |
| "ایده‌های وحشتناک"         | ۲۰۱۹ | Non-album single                             | [ ۱۳ ]        |
| "تابستان بی پایان"        | ۲۰۱۹ | نوسان خلقی                                   | [ ۱۴ ]        |
| "نوشیدنی"                 | ۲۰۲۰ | زن جوان امیدوار کننده (موسیقی متن فیلم اصلی) | [ ۱۵ ] [ ۱۶ ] |
| "نیویورک"                 | ۲۰۲۰ | Non-album single                             | [ ۱۷ ]        |
| "خانه با چشم انداز"       | ۲۰۲۲ | [ ۱۸ ]                                       |               |
| "بیخواب شدن"              | ۲۰۲۲ | [ ۱۹ ]                                       |               |
| "همه الماس‌ها کجا می‌روند؟" | ۲۰۲۳ | [ ۲۰ ]                                       |               |
| "بزرگ شدن"                | ۲۰۲۳ | [ ۲۱ ]                                       |               |

### آهنگ‌های دیگر
| عنوان                         | سال  | آلبوم                                              |        |
| ----------------------------- | ---- | -------------------------------------------------- | ------ |
| "لحظهٔ حقیقت"                  | ۲۰۱۸ | پاکوچولو (موسیقی متن فیلم اصلی)                    | [ ۲۲ ] |
| "باورم نمیشه"                 | ۲۰۱۹ | نوسان خلقی                                         | [ ۵ ]  |
| "فرشته"                       | ۲۰۱۹ | نوسان خلقی                                         | [ ۵ ]  |
| "حمام حباب"                   | ۲۰۱۹ | نوسان خلقی                                         | [ ۵ ]  |
| "هیچ کس امتیاز را حفظ نمی‌کند" | ۲۰۱۹ | نوسان خلقی                                         | [ ۵ ]  |
| "تفنگ تنهایی"                 | ۲۰۲۰ | Birds of Prey: The Album                           | [ ۲۳ ] |
| "اوه اوه"                     | ۲۰۲۰ | زن جوان امیدوار کننده (موسیقی متن فیلم اصلی)       | [ ۱۶ ] |
| "فوق العاده"                  | ۲۰۲۱ | Pokémon 25: The Album                              | [ ۲۴ ] |
| " منو ببوس "                  | ۲۰۲۱ | او همه چیز است (موسیقی از فیلم نتفلیکس)            | [ ۲۵ ] |
| "همیشه ایمن"                  | ۲۰۲۱ | موسیقی از Pokémon the Movie: Secrets of the Jungle | [ ۲۶ ] |
| "مهم نیست"                    | ۲۰۲۱ | موسیقی از Pokémon the Movie: Secrets of the Jungle | [ ۲۶ ] |
| "بهشت نور می‌درخشد"            | ۲۰۲۲ |                                                    | [ ۲۷ ] |